# Henri Boisjoly Potier
Henri Laurent Potier, dit « Boisjoly », né en 1827 et mort en 1889, à La Réunion, est un agriculteur et distillateur réunionnais, figure de la ville du Tampon. 

## Biographie
Il naît en 1830 d'un père notaire au service du roi de France, originaire de Saint-Pierre.
D'abord exploitant forestier, il se fait connaître pour la transformation radicale de la Plaine des Cafres, où il développe des prairies et des pâturages. Il doit à cet évènement son surnom de « Boisjoly », ou « BoisJoly ». 
Il devient par la suite éleveur et agriculteur, et remporte plusieurs prix importants, tels celui de l'exposition universelle de Paris en 1855, et celui de l'exposition intercoloniale de Saint-Denis en 1881.
C'est son activité de distillateur qui lui donne sa notoriété à La Réunion. Il se concentre sur la distillation des huiles essentielles, et en particulier sur la culture du géranium. Il est ainsi l'un des initiateurs de la distillation du géranium.
Il développe d'abord la culture de géranium rosat, originaire d'Afrique du Sud. Celle-ci s'installe sur la Plaine des Palmistes, puis sur la plaine des Cafres, et finit par se généraliser à toute l'île de La Réunion. 
Il découvre en 1887 un procédé de distillation des huiles essentielles qui préfigure les alambics modernes.
À partir de 1870, la production d'huiles essentielles de géranium par distillation se développe à La Réunion, au point de représenter la plus grande partie de la production mondiale, et une manne financière importante pour l'économie locale. Un pic est atteint en 1968, avec la production de plus de 175 tonnes d'essence de géranium. L'industrie est florissante, avant l'arrivée au XXe siècle des arômes de synthèse, moins chers, qui remplacent peu à peu les productions locales sur le marché mondial.
Boisjoly Potier n'est pas le seul à s'intéresser à la distillation d'huiles essentielles : d'autres, comme les frères Peverelly, font de même avec des plantes comme l'ylang-ylang ou le vétiver.

## Hommages

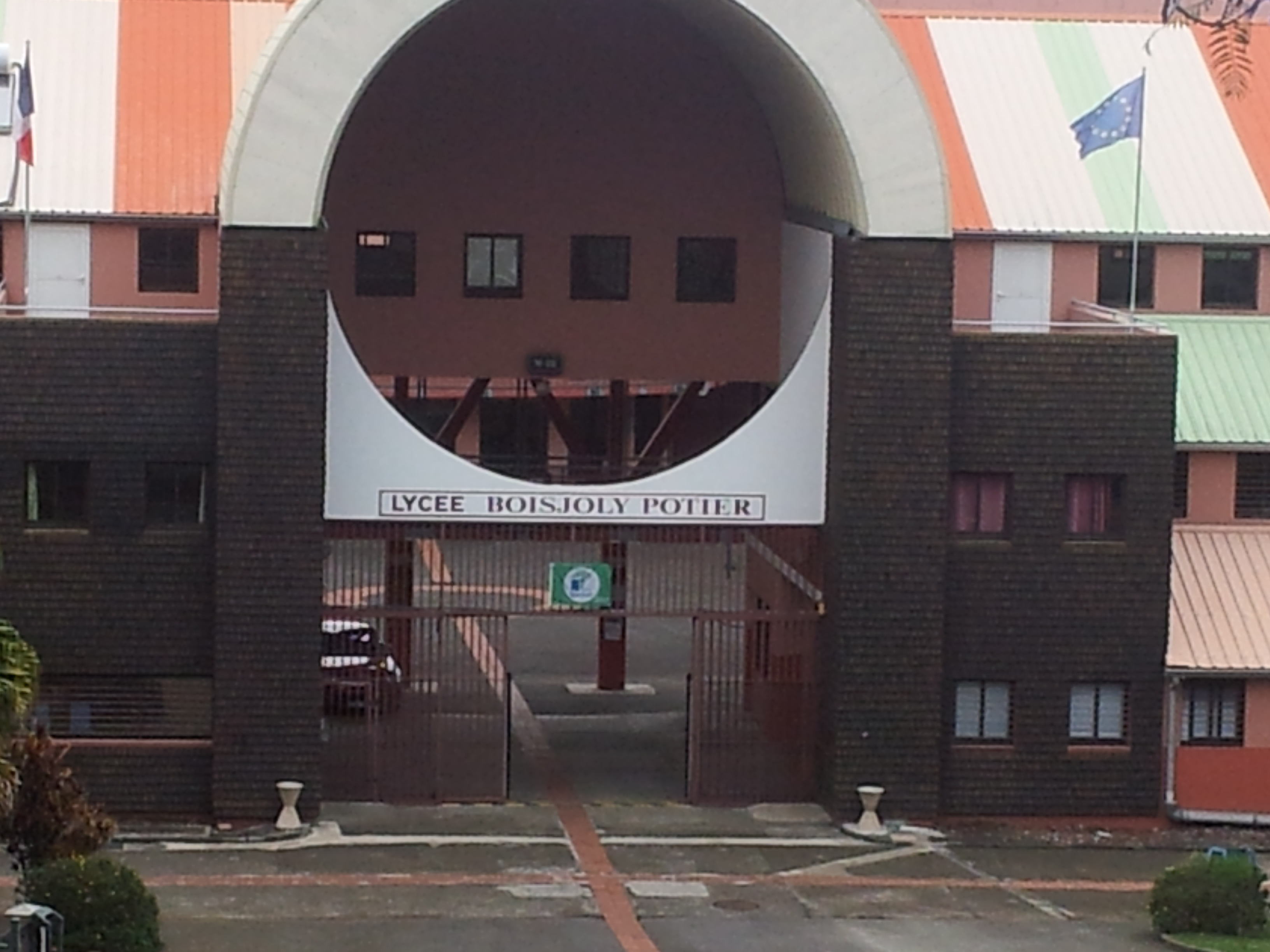
Façade et entrée du lycée Boisjoly-Potier, au Tampon

En 1993, la ville du Tampon construit le lycée Boisjoly-Potier, baptisé en l'honneur du distillateur et figure historique locale. En souvenir de sa création, un alambic apparaît dans le logo de l'établissement.